# Asteia gemina
Asteia gemina är en tvåvingeart som beskrevs av Masahiro Sueyoshi 2003. Asteia gemina ingår i släktet Asteia och familjen smalvingeflugor. Inga underarter finns listade i Catalogue of Life.